# Mycosphaerella sodiroana
Mycosphaerella sodiroana är en svampart som beskrevs av Petr. 1950. Mycosphaerella sodiroana ingår i släktet Mycosphaerella och familjen Mycosphaerellaceae.   Inga underarter finns listade i Catalogue of Life.